# Fujiwara no Tokihira
Fujiwara no Tokihira (藤原 時平, né en 871, mort le 26 avril 909) est le fils aîné de Fujiwara no Mototsune par sa première épouse, une fille du prince Saneyasu. Il reçoit la charge de grand conseiller (dainagon) avant 897. En 899, il est nommé ministre de la Gauche, alors que son rival Sugawara no Michizane est nommé ministre de la Droite. Les deux hommes dirigent les affaires de 897 à 901, année qui voit l'exil de Michizane. Selon certains dires, ce sont les propos diffamatoires de Fujiwara no Tokihira qui provoquent la chute de Sugawara no Michizane. Tokihira disparaît prématurément en 909 et il se dit à l'époque que c'est à cause de l'esprit de Michizane. Il reçoit le grade de ministre des Affaires suprêmes à titre posthume.
Tokihira a trois fils et cinq filles :
- Yasutada (890-936) ;
- Akitada, (898-965) ;
- Atsutada (906-943), marié à Fujiwara no Myoshi, fille de son oncle Tadahira ;
- Hoshi, consort de l'empereur Uda ;
- Hitoyoshiko (?-924), mariée au prince héritier Yasuakira (903-923), fils de l'empereur Daigo ;
- troisième fille (?-936), mariée en 915 à Fujiwara no Saneyori (900-970), fils de son oncle Tadahira ;
- quatrième fille, mariée au prince Atsumi (893-967), fils de l'empereur Uda et de Fujiwara no Inshi ;
- cinquième fille, mariée au prince Katsuakira (903-927), fils de l'empereur Daigo et de Minamoto no Fuuko.